# Famille Latini
La famille Latini est une famille de la noblesse italienne originaire de Florence ou de Prato,.

## Histoire et description

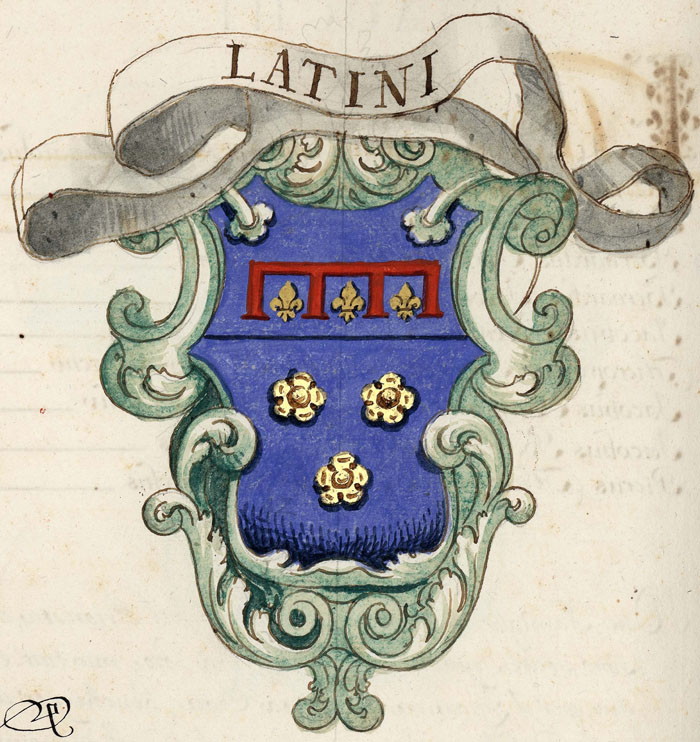
Blason de la famille Latini, aux trois roses d'ormilles et au chef d'Anjou. Archives d'état de Florence.

Elle donna à la littérature Brunetto Latini, maître de Cavalcante et de Dante Alighieri. Le père de Brunetto était ser Bonaccorso Latini della Lastra, iudexetnotarius. La maison de famille, à Florence, était dans le « sesto » de Porta Duomo, paroisse de Santa Maria Maggiore.
La famille Latini s'unit avec la famille Pucci au XXe siècle par l'alliance entre Lisa Latini et Gino Pucci. 

Blason de la famille Latini, aux six roses d'or et au chef d'Anjou.

Leurs armes se blasonnent : d'azur à trois roses d'ormilles en orle, au chef d'or, mais certaines variantes comprennent six roses d'ormilles et un chef aux armes de la maison d'Anjou.